# 春採湖
春採湖（はるとりこ）は、日本の北海道釧路市にある湖である。海面下降の際に取り残された海跡湖で、春採川を通じて海水が入りこむ汽水湖でもある。国の天然記念物であるヒブナが生息する。12月から4月まで結氷する。「はるとり」の湖名はアイヌ語に由来するが、「アルトル」（岬の向こうの土地）、「ハルトル」（山菜を採る斜面）などの説がある。

## 位置と地形
釧路市の市街地東部、海岸から近い位置にある。周囲4.7キロメートル、面積0.36平方キロメートル、水深5.2メートルの湖である。北岸に釧路市立博物館、国の史跡である鶴ケ岱チャランケ砦跡、春採公園がある。1955年から2008年までは釧路市立柏木小学校もあった。
1937年（昭和13年）から数次にわたり水深が計測されている。それによれば、1937年には最深部9メートルの地点が湖の東寄り、釧路市立博物館の東にあったが、1962年（昭和37年）までに東側から浅くなり、1985年には東側の最深部が2メートルを切った。中・西部分も浅くなり、1985年時点での最深部は博物館の西、湖全体では中部にあたる5.8メートルになった。春採湖には昭和30年代まで（1955年頃まで）炭鉱の排水が流入しており、春採湖が「沈殿池」の役割を担わされていた。その後も1980年代まで生活排水の流入があった。これらが急速に浅くなった理由と推測される。
春採川が北東部の南から入り、西に抜ける。この川を通じて海につながり、海水塩分が入ってくる。かつては北東部の北からチャランケ川、南岸の東側から春採川、北西から柏木川の3河川が流入していた。
- 流入河川 - 春採川
- 流出河川 - 春採川

## 自然

### 水質
1985年（昭和60年）まで春採湖には流入する3河川を通じて都市・生活排水が流れ込み、汚濁化の一途をたどっていた。1985年度（昭和60年度）に日本の湖沼水質のワースト2になり、それから1993年度(平成5年度）まで、ワースト5に入っていた。釧路市の下水道整備により、1985年から河川の水質が改善し、湖の水質もしだいによくなっていった。
しかし現在もなお、底には黒く濁ったヘドロが溜まっており、1989年2月、1990年3月の調査では4センチメートルから厚いところで20センチメートル以上のヘドロが湖底を覆っていた。湖の水は西にある春採川から海に流れ出ているが、一時的に海水が逆流して湖に入り込むことがある。入り込んだ海水は、密度の違いから下に沈み、表層水とあまり混じり合わずに滞留する。この下層水はヘドロから湧く硫化水素を溶かし込んで無酸素状態となっており、魚が生きることができない。
1993年より前には、冬の結氷時に海水が入り込むと、酸素を持つ表層水が狭まり、毎年のように多数の魚が死んでいた。1993年（平成5年）の潮止め施設、2009年の潮止め堰の設置は、海水の侵入を防いで魚が生きられるような水質の範囲を広げることを目標にしていた。表層水と下層水の境界は、1993年まで水深約2メートルのところにあったが、以後は2.5メートル前後となり、2009年以降は4メートル近くまで下がっている。
新しい潮止め堰に設置した逆流計によれば、春採川を介する海水の逆流現象が起きたのは、2012年には年間154日あった。年間総流量232.9 m3の内訳では、4月と3月がほとんどを占めた。
表層水の塩分（塩化物イオン）は、1993年（平成5年）の潮止め施設設置前には1000 mg/L 以上で大きく変動したが、設置後には500 mg/L から1000 mg/L を少し超えるくらいの範囲に低下した。2009年に新たな潮止め堰が設置されてから以後は500 mg/Lを下回っている。

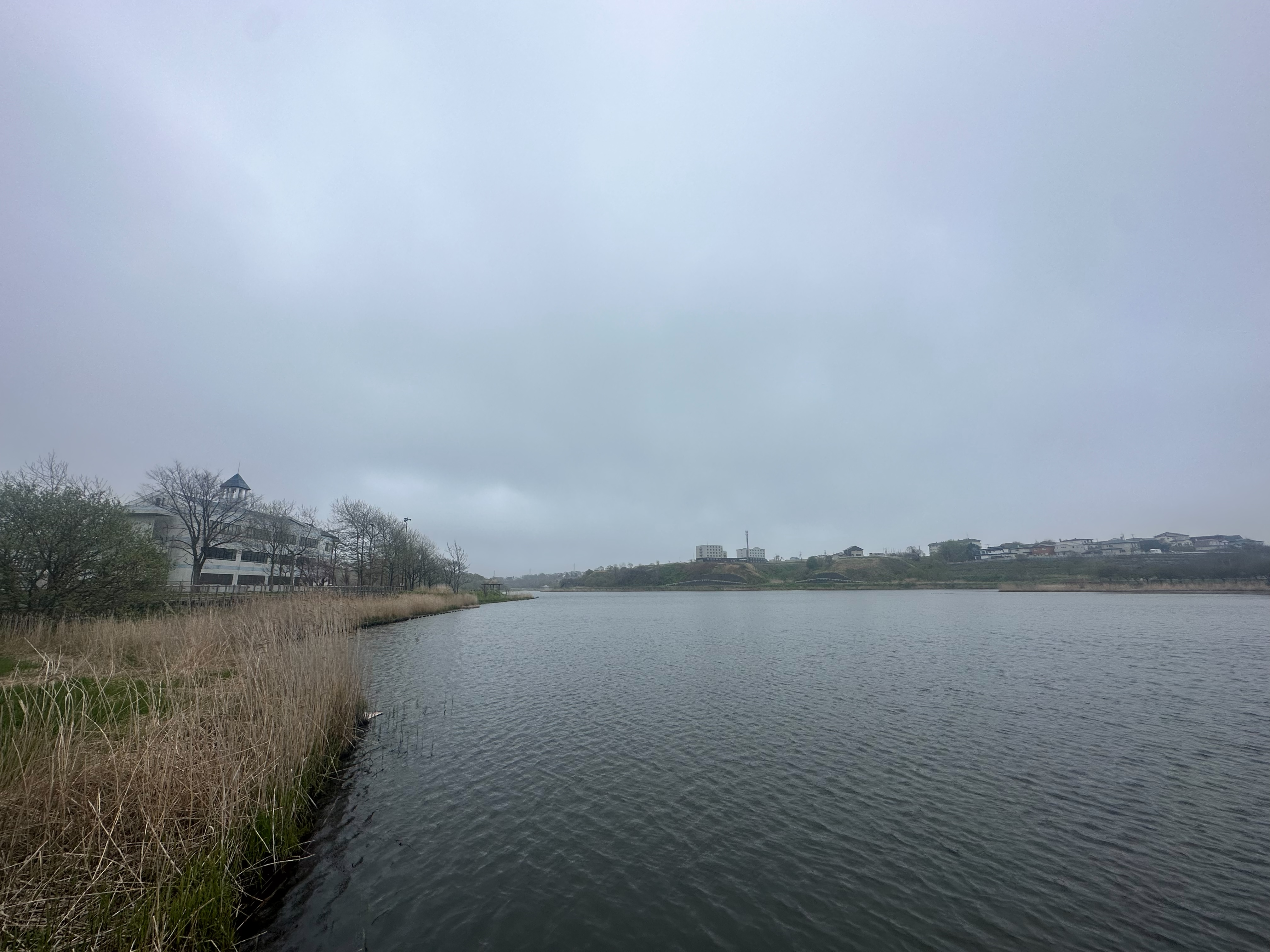
春採湖、2024年

2016年に2箇所で実施した調査による表層水の化学的酸素要求量 (COD) の平均は、6.6 mg/L、環境基準にされる75%値は7.5 mg/Lで、観測をはじめてからもっとも良好な水質となった。COD等の数値は湖内の植物プランクトンの光合成に左右されており、例年、春から秋まで上がり、プランクトンが不活発になる冬に低下する。この年は大雨が多く、雨で湖水が希釈されたり、日照が少なかったりして低い数値が出たようである。

### 生物
マツモ、エゾノミズタデ、ヒシが水草として生える。1986年の調査ではイトクズモとヒロハノエビモもあったが、2003年以降の調査で発見されず、この湖では絶滅したと考えられる。リュウノヒゲモも著しく減少している。水草全体でいうと、2005年から2007年の著しい減少期を脱して若干回復しているが、過去の水準には遠く及ばない状態である。
2012年に8回実施された春採湖畔の探鳥会では、50種の野鳥が観察された。水鳥ではマガン、カイツブリ、オオバンが繁殖し、オオハクチョウやヒドリガモなどが渡りの中継地として利用する。海からはオオセグロカモメが休息に利用する。市街地・公園緑地に現れる鳥の種類数も多い。
2004年（平成16年）に、春採湖では湖岸の全域に外来種のウチダザリガニが生息していることが確認され、釧路市から業務委託を受けたNPOがウチダザリガニを捕獲している。2010年の調査からの推計では、4センチ以上の個体が5万6千以上いるとされた。
2010年（平成22年）の調査では、ワカサギ、ジュズカケハゼ、ギンブナが多く、他にウグイ、イバラトミヨ、ヌマチチブ、マルタ、ウキゴリ、イトヨ太平洋型、コイ、ドジョウが捕獲された。ヒブナも著しく減少したものの生息している。
春採湖に生息するヒブナは、1937年（昭和12年）12月21日に国の天然記念物に指定された。1950年代に、このヒブナは1916年（大正5年）に放流されたワキン（和金）ではないかという説が現れた。1985年から1987年の染色体調査でギンブナの突然変異であることが報告されていたが、2022年に京都大学や釧路市立博物館などの研究チームが「約100年前に放流された金魚が野生のフナと交雑してヒブナが誕生した」とする研究成果を纏め上げ、発表した。論文は国際学術誌に掲載された。
ヒブナの数は、水質悪化による減少とその後の回復を経て、21世紀初めには産卵場所となる水草（マツモとリュウノヒゲモ）が減少して危機に陥っている。産卵場所の代用としてプラスチック製の人工水草を沈めている（2012年には3か所に200本）。2012年の調査では人工水草に多数の産卵が見られたが、それ以外の数は少なく、産卵が見られない場所も多かった。

## 年表
- 1916年（大正5年） - ワキンが3000尾放流された。
- 1937年（昭和12年）12月21日 - ヒブナの生息地として国の天然記念物に指定された。
- 1985年（昭和60年）5月 - 自然科学の各分野の研究者により春採湖調査会が設立された[23]。
- 1993年（平成5年） - 潮止め施設が完成した。
- 2000年（平成12年）10月1日 - 春採公園が鳥獣保護区に指定された[24]。
- 2009年（平成21年） - 潮止め堰が完成した。